# Moers
Moers (även Meurs, Mörs) är en stad i det tyska förbundslandet Nordrhein-Westfalen, och gränsar i öster till den större staden Duisburg. Staden har cirka 106 000 invånare och ingår i storstadsområdet Rheinschiene.